# احمد رامی (شاعر)
احمد رامی (به عربی: أحمد رامی) (زاده ۹ اوت۱۸۹۲، درگذشت ۵ ژوئن ۱۹۸۱) شاعر، ترانه‌نویس و مترجم مصری بود. او از طرف پدر اصالتاً ترک بود. او برای نوشتن ترانه‌هایی برای خوانندهٔ مصری ام کلثوم پرآوازه است. رامی همچنین مترجم بود. کارهای وی دربردارندهٔ برگردان‌هایی از چند نمایشنامه شکسپیر و رباعیات شاعر ایرانی خیام نیشابوری بود. رامی همچنین نقش چشمگیری در پیشبرد ترانهٔ عربی بازی کرد، با بهره‌گیری از زبان ساده برای بیان موضوعات والا. برای پاسداشت کوشش‌های چشمگیر وی در ترانه‌سرایی عربی او را «چامه‌سرای جوانی» نام نهادند.